# Диафрагма (анатомия)
Диафра́гма (лат. diaphragma, от др.-греч. διάφραγμα перегородка) — непарная мышца-перегородка, разделяющая грудную и брюшную полости, служащая для расширения лёгких. Условно её границу можно провести по нижнему краю рёбер. Высота стояния правого купола диафрагмы – уровень IV ребра, левого купола - уровень V ребра. Образована системой поперечнополосатых мышц, которые, по-видимому, являются производными системы прямой мышцы живота. Свойственна только млекопитающим и крокодилам. Возникновение диафрагмы в процессе эволюции позволило резко интенсифицировать вентиляцию лёгких.

## Структура
Диафрагма — это куполообразная структура, состоящая из мышц и фиброзной ткани, которая отделяет грудную полость от брюшной полости. Купол диафрагмы направлен вверх. Высшая поверхность купола образует дно грудной полости, а нижняя образует верх брюшной полости. Как купол, диафрагма имеет периферические вложения к структурам, которые создают брюшину и стенку груди. Мышечные волокна, сходясь от этих вложений, образуют центральное сухожилие, которое формирует гребень диафрагмы. Его (гребня) периферическая часть состоит из мышечных волокон, которые берут начало от нижнего грудного отверстия и также сходятся в центральную жилу.

## Локализация
Обычно верхушка правого купола диафрагмы находится на уровне четвёртого, а левого — на уровне пятого межреберного промежутка.
При вдохе купола диафрагмы опускаются на 2—3 см и уплощаются.

## Отверстия
Диафрагма пронизана рядом отверстий, позволяющих связываться структурам, которые находятся между грудной клеткой и животом. Есть три больших отверстия: аортальное, пищеводное и венозное, включающих в себя ряд других мелких отверстий. В таблице показано строение трёх главных отверстий.

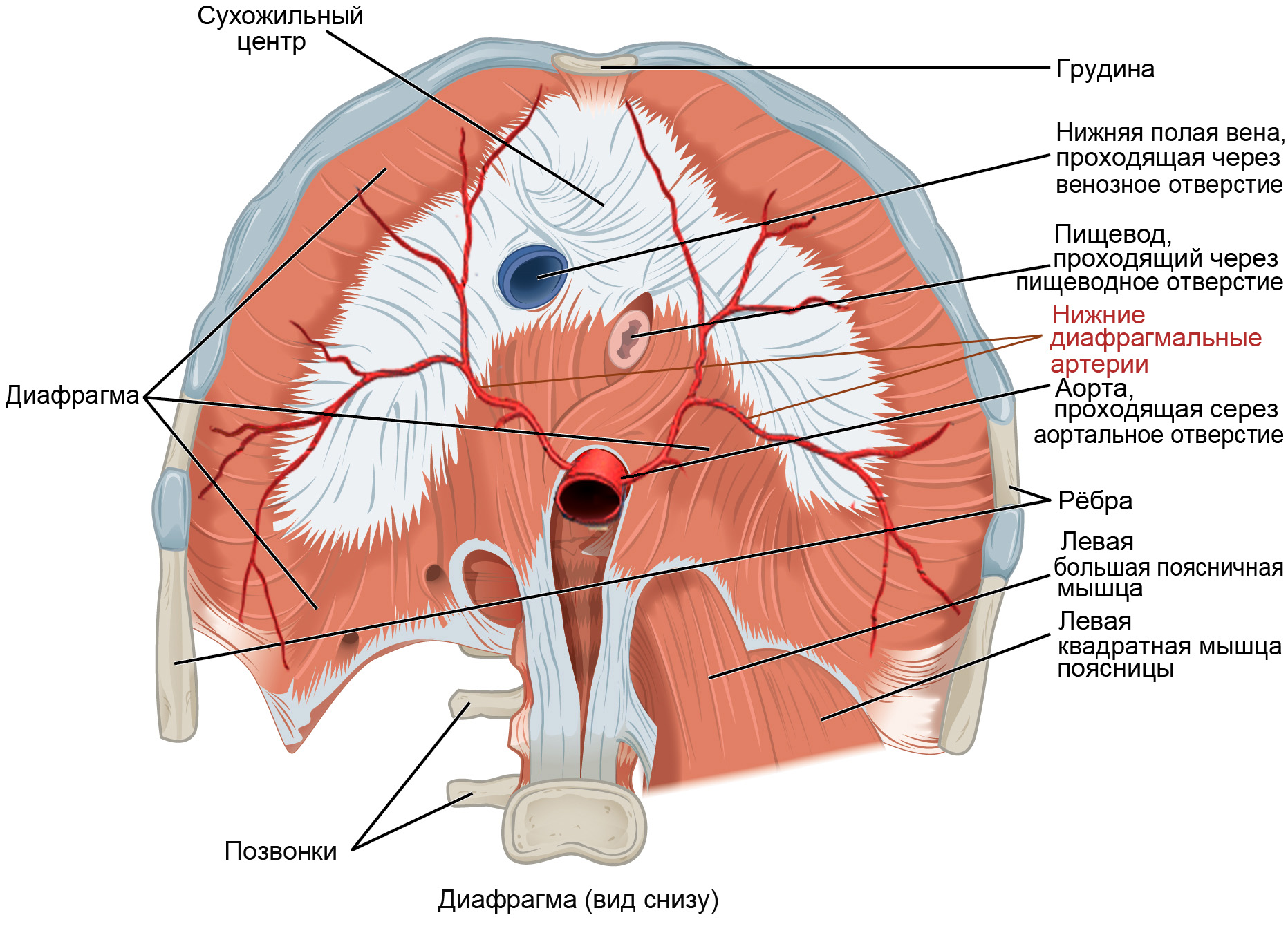
Диафрагма человека, вид снизу, видны отверстия

| Название отверстия   | Уровень позвонка | Описание |
| -------------------- | ---------------- | --- |
| Венозное отверстие   | Восьмой          | Венозное отверстие проходит через центральное сухожилие диафрагмы. Через него проходят нижняя полая вена и несколько ветвей правого диафрагмального нерва. |
| Пищеводное отверстие | Десятый          | Пищеводное отверстие находится в задней части диафрагмы, немного левее от центрального сухожилия. Через него проходят пищевод и передние блуждающие нервы. |
| Аортальное отверстие | Двенадцатый      | Аортальное отверстие находится в задней части диафрагмы. Через него проходят аорта и грудной лимфатический проток.                                         |

## Места прикрепления
В диафрагме различают поясничную, рёберную и грудинную части. Между поясничной и рёберными частями располагаются пояснично-рёберные треугольники, между рёберными и грудинной — грудинно-рёберные, эти образования являются местом возникновения диафрагмальных грыж. Поясничная часть диафрагмы (pars lumbalis diaphragmatis) начинается на передней поверхности тел поясничных позвонков. Рёберная часть (pars costalis diaphragmatis) начинается на внутренней поверхности нижних шести-семи рёбер и заканчиваются у переднего и боковых краёв сухожильного центра. Грудинная часть (pars sternalis diaphragmatis) диафрагмы самая узкая и слабая, начинается от задней поверхности мечевидного отростка грудины и заканчивается у переднего края сухожильного центра.
Таким образом, мышечные пучки мышцы начинаются на периферии, идут вверх и медиально и сходятся своими сухожилиями, образуя сухожильный центр (centrum tendineum).

## Кровоснабжение
Кровоснабжение диафрагмы осуществляется верхней и нижней диафрагмальными, мышечно-диафрагмальной и перикардодиафрагмальной артериями. Их сопровождают одноимённые вены.

## Иннервация
Иннервируется диафрагма диафрагмальным нервом.

## Функция
Функции диафрагмы делят на статическую и динамическую.
Статическая (опорная) функция состоит в поддержании нормальных взаимоотношений между органами грудной и брюшной полостей, зависит от мышечного тонуса диафрагмы. Нарушение этой функции приводит к перемещению брюшных органов в грудную клетку.
В динамической выделяют три отдельные функции:
- респираторная (или дыхательная). В результате движений диафрагмы, обуславливающих вместе с грудными мышцами вдох и выдох, осуществляется основной объём вентиляции лёгких.
- кардио-васкулярная (или сердечно-сосудистая). При вдохе сердечная сумка и лежащая в ней самая нижняя часть верхней полой вены расширяются. В то же время понижение диафрагмы и одновременное повышение внутрибрюшного давления выжимают кровь из печени в нижнюю полую вену, что и способствует постоянному оттоку венозной крови в правое предсердие. Кроме того, оттоку крови от органов брюшной полости и притоку её к сердцу способствуют колебания внутриплеврального давления (например, присасывающее действие грудной полости при вдохе).
- моторно-пищеварительная. Диафрагма имеет большое значение для продвижения пищи по пищеводу (является жомом пищевода), а периодические движения диафрагмы вкупе с синхронными дыхательными движениями важны и для желудка.

Диафрагма является важным органом брюшного пресса. При одновременном сокращении с мышцами живота диафрагма способствует увеличению внутрибрюшного давления. При вдохе диафрагма сокращается, растягиваясь активным действием в сторону нижних внутренних органов. При выдохе диафрагма пассивно расслабляется и подтягивается удерживающими её сухожилиями, приходя в своё спокойное состояние.